# ソロモネ・フナキ
ソロモネ・フナキ（Solomone Funaki、1994年4月25日 - ）は、ユナイテッド・ラグビー・チャンピオンシップドラゴンズに所属するラグビー選手。

## プロフィール
- トンガ・ヌクアロファ出身[1]。
- ポジションはフランカー(FL)、ナンバーエイト(No.8)。
- 身長 187cm、体重 110kg
- U20トンガ代表に選ばれたことがある。
- トンガ代表キャップ数は15(2025年1月現在）でラグビーワールドカップ2023のトンガ代表に選ばれた[2]。

## 略歴
ホークスベイ、ノースランド、モアナ・パシフィカを経て、2024年、ドラゴンズに加入。